# Tommaso Rodari

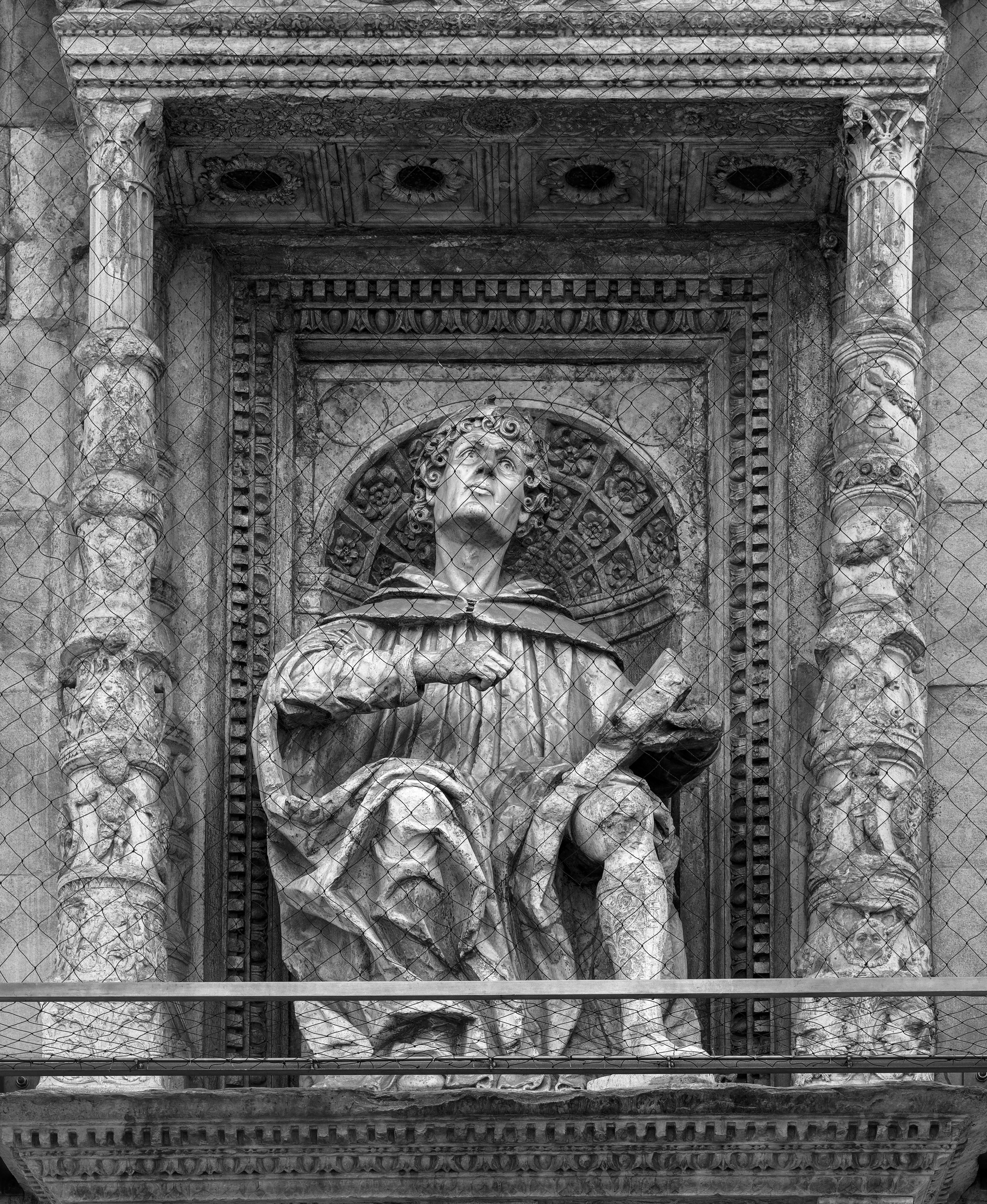
Plinio il Vecchio, Duomo, Como

Tommaso Rodari (Maroggia, 1460 – Como, 1525) è stato uno scultore e architetto svizzero-italiano.

## Biografia
Figlio dello scultore Giovanni Rodari, fratello di Donato, Giacomo e Bernardino, tutti scultori. Non è nota la formazione dello scultore, proveniente dalla città ticinese di Maroggia, in quanto è menzionato per la prima volta in qulità di maestro nel 1484, quando viene impiegato nel cantiere della facciata della cattedrale di Como, per realizzare la Resurrezione e l'Annunciazione situate nei tabernacoli sopra il rosone. Sulla base delle caratteristiche di queste opere, la critica ipotizza che la sua formazione sia avvenuta presso la Certosa di Pavia alla scuola di Giovanni Antonio Amadeo.
Dal 1484 al 1509 lavora al Duomo di Como, dove il 20 luglio 1487 viene nominato ingegnere della fabbrica. Qui realizzò gran parte delle sculture della facciata, coadiuvato in questo da suo fratello Bernardino e poi anche dall’altro fratello Donato. Contemporaneamente amplia la tribuna della chiesa di San Maurizio a Ponte in Valtellina. Successivamente con i fratelli fu ingaggiato da illustri personaggi della città per eseguire le ancone delle loro cappelle familiari all’interno della Cattedrale. L’ancona per la Cappella di Sant’Antonio da Padova, commissionata da Bartolomeo e Giovan Giacomo Parravicini, (i cui ritratti alle due estremità della predella, sui modelli della numismatica antica, di notevole qualità, sono ritenuti autografi di Tommaso) mostra analogie con le facciate di alcuni edifici veneziani, quali la Chiesa di San Zaccaria, e la facciata della Scuola Grande di San Marco. Il Compianto sul Cristo morto per la Cappella di San Giovanni Battista, è realizzato in adempimento della disposizione testamentaria del vescovo Francesco Bossi, sull’esempio dei coevi Compianti lombardi e piemontesi eseguiti in legno o in terracotta. Si colloca attorno al 1490 l’esecuzione dei complessi scultorei dei due Plinii sulla facciata del duomo, firmati da Tommaso e Giacomo, caratterizzati da un’ampia profusione di elementi decorativi all’antica che risalgono a sarcofagi, monumenti e cammei dell’antica Roma, così come a invenzioni iconografiche più recenti come placchette, medaglie e incisioni moderne. Segue la realizzazione delle lunette dei portali della facciata, caratterizzata da una notevole resa prospettica.
Suo è anche il progetto del Santuario della Madonna di Tirano dedicata alla Madonna apparsa a Tirano il 29 settembre 1504.
Costruisce anche il santuario di Santa Maria di Piazza a Busto Arsizio e la collegiata dei Santi Pietro e Stefano a Bellinzona, oltre a essere attivo presso il santuario dell'Assunta di Morbegno di Morbegno. Diverse sue opere si trovano nella chiesa di San Zenone a Campione d'Italia.

## Opere scultoree[4]
Per il duomo di Como:
- Le principali statue della facciata: il Cristo risorto con la Maddalena e l'Angelo della Resurrezione, la Vergine annunciata e l'Angelo annunziante, la Vergine col Bambino e i Ss. Proto, Giovanni Battista, Abbondio e Giacinto (1485), le lunette dei tre portali con l'Adorazione dei pastori, l'Adorazione dei Magi e la Presentazione di Gesù al Tempio e le due edicole dei Plinii, datate 1498 e firmate con il fratello Giacomo.
- il portale meridionale con la Fuga in Egitto, concluso intorno al 1509 e quello settentrionale, detto “porta della Rana”, con la Visitazione e l'Assunta, firmato sul relativo portale interno.
- Ancona della Passione di Gesù per Bartolomeo Parravicini, vicario generale del vescovo, e il nipote Giovanni Giacomo (firmata e datata 1492)
- Ancona della Madonna col Bambino tra i ss. Stefano e Ludovico per il canonico Luigi de Muralto (datata 1493)
- Ancona della Deposizione per l’arciprete Battista Bossi (firmata e datata 1498)
- paliotto con tre scene delle Storie di s. Abbondio (1490 circa)
- statua della Madonna col Bambino sull'altare dell’Assunta, in origine sull’altar maggiore

Altre:
- portale della chiesa di S. Giovanni Battista a Torno (di bottega)
- Madonna della Chiesa di Santa Maria del Sasso (Morcote) (1490-95 circa, parte di un’antica ancona smembrata)
- i due portali laterali della facciata e l’acquasantiera piccola della Chiesa collegiata dei Santi Pietro e Stefano (Bellinzona)
- facciata della Cattedrale di San Lorenzo (Lugano)
- Vergine con il Bambino della Chiesa di Santa Maria delle Grazie (Gravedona)[5]
- Ancona, 1505 ca, Balerna, Battistero di Santa Maria delle Grazie e di San Giovanni Battista (dall’antico altare maggiore della Collegiata di San Vittore)
- Madonna con il Bambino, 1510-1515 ca (Milano, Museo Diocesano, dalla Chiesa di San Giovanni ad Asso)
- David e Giuditta, 1510 ca (Milano, Museo Bagatti Valsecchi)
- tabernacolo eucaristico della cattedrale di Lugano, del 1510 circa
- dossale d’altare, 1510 ca, Vico Morcote, Chiesa dei Santi Fedele e Simone.

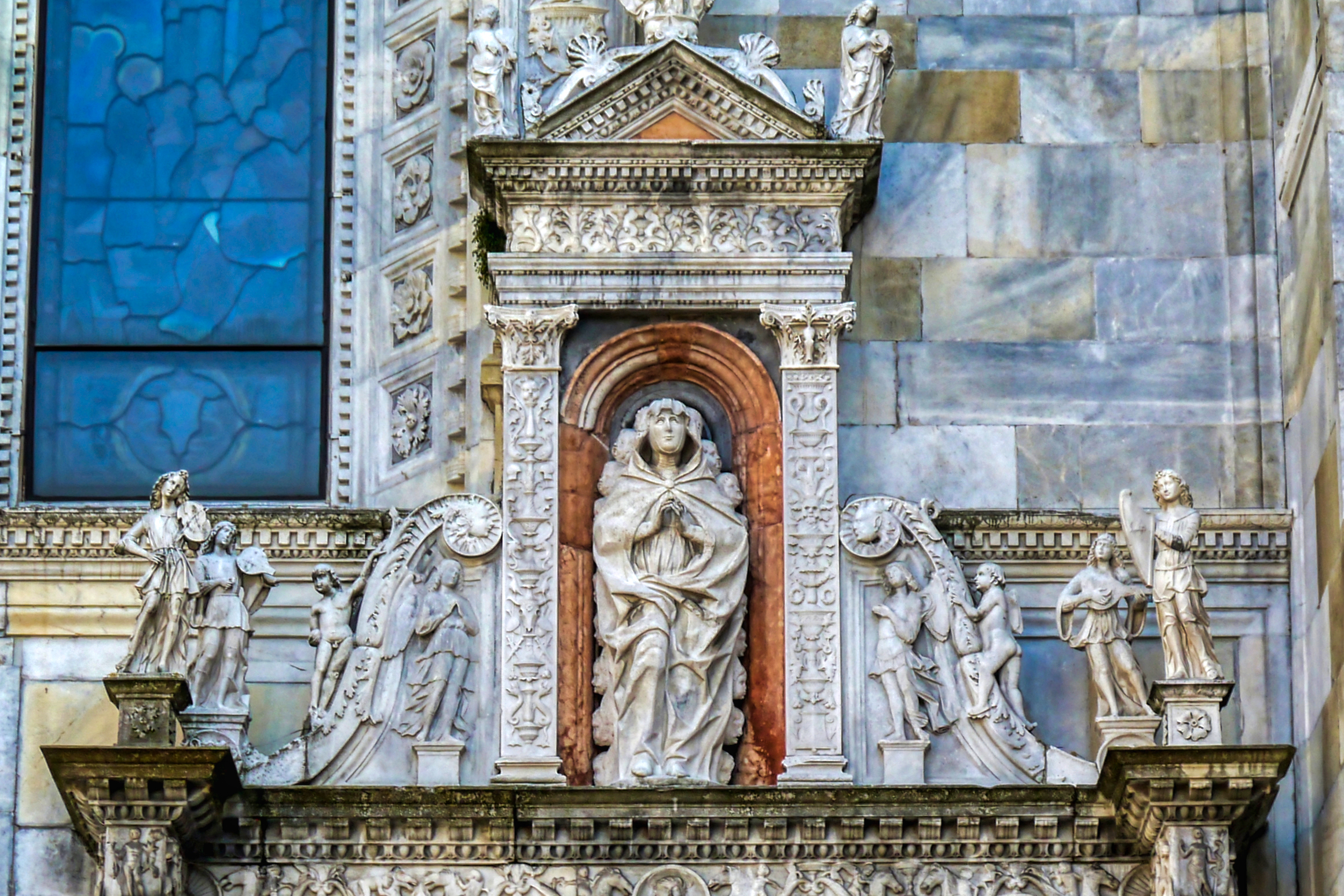
Assunta, Como Cattedrale
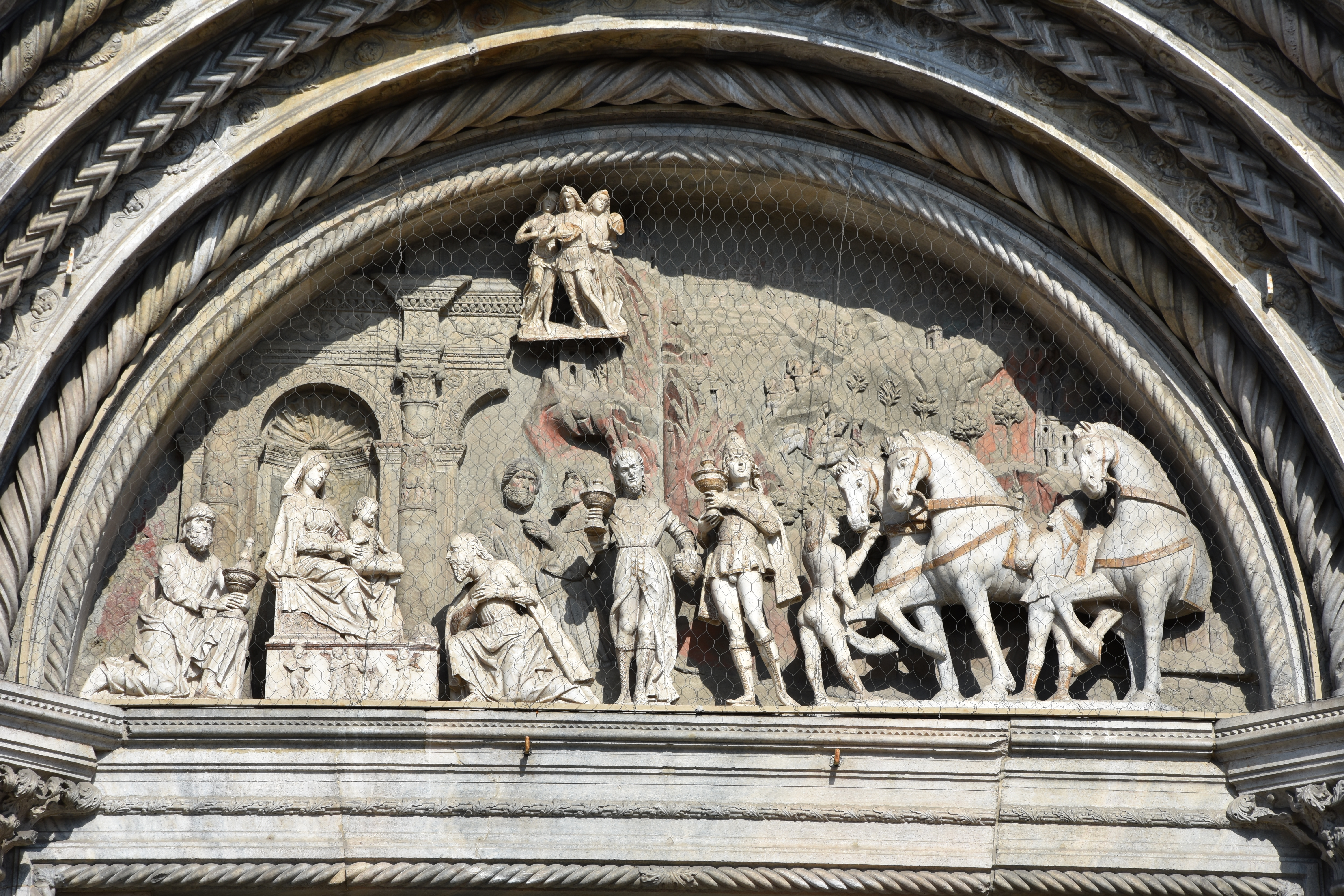
Adorazione dei Magi, Como Cattedrale
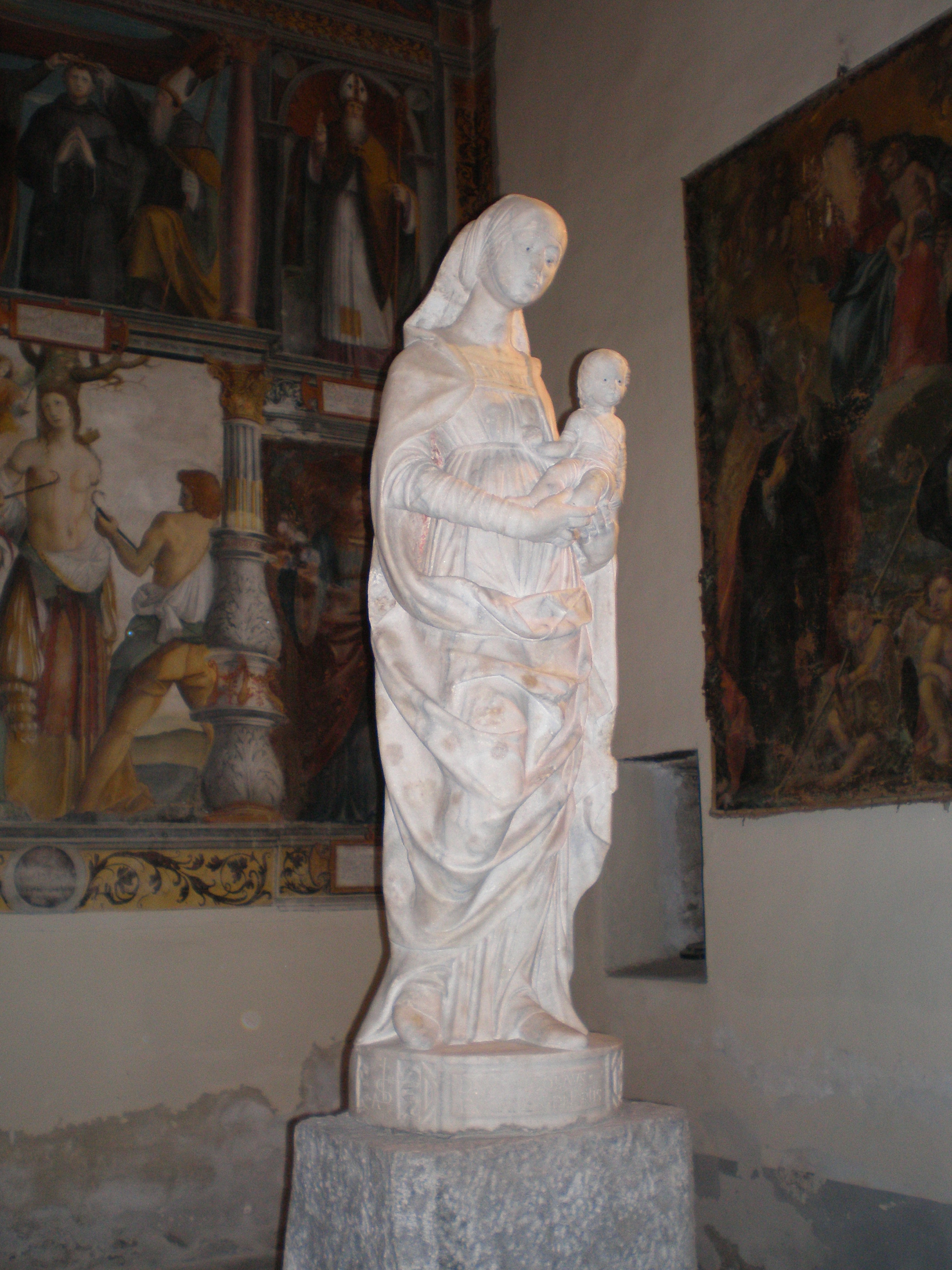
Vergine con il Bambino della Chiesa di Santa Maria delle Grazie (Gravedona)

## Opere di architettura
Certe:
- capo ingegnere dal luglio 1487 al giugno 1526 della fabbrica del duomo di Como, dove realizza la facciata, la copertura e la decorazione della navata centrale, il rivestimento dei fianchi e l’inizio della costruzione della cappella maggiore
- costruzione della nuova tribuna della Chiesa di San Maurizio (Ponte in Valtellina)
- il progetto per la riedificazione della chiesa collegiata di Bellinzona
- facciata della chiesa del Santuario dell'Assunta (Morbegno)[6]

Attribuite:
- santuario del Santuario della Madonna di Tirano, dal 1505
- la facciata della cattedrale di S. Lorenzo a Lugano dal 1517
- la cappella di S. Antonio da Padova (1516), ricostruita a Moncucco di Brugherio
- il progetto per la chiesa di S. Maria di Piazza a Busto Arsizio
- palazzo di Gian Giacomo Rusca a Como
- palazzo Besta a Teglio

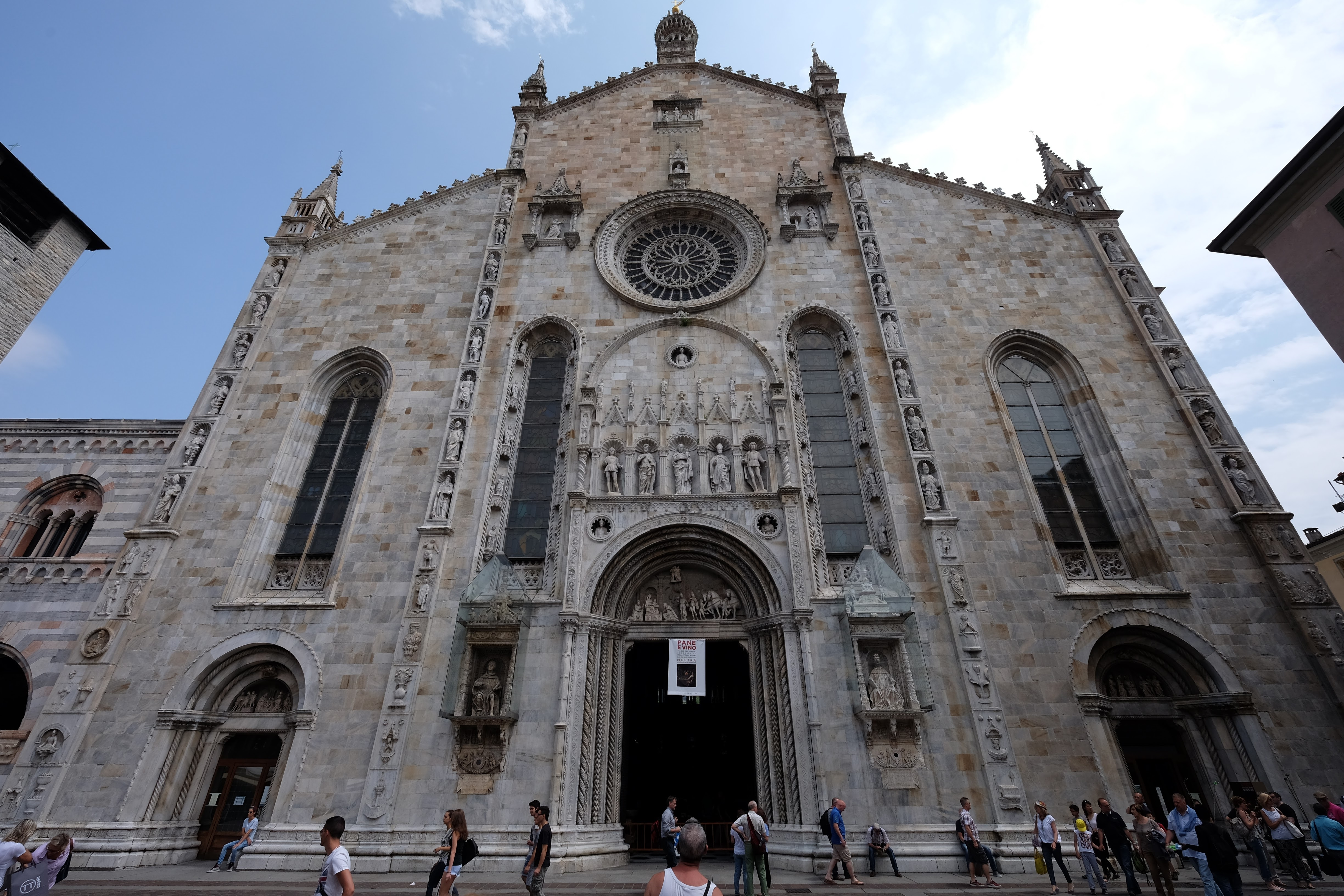
Duomo di Como
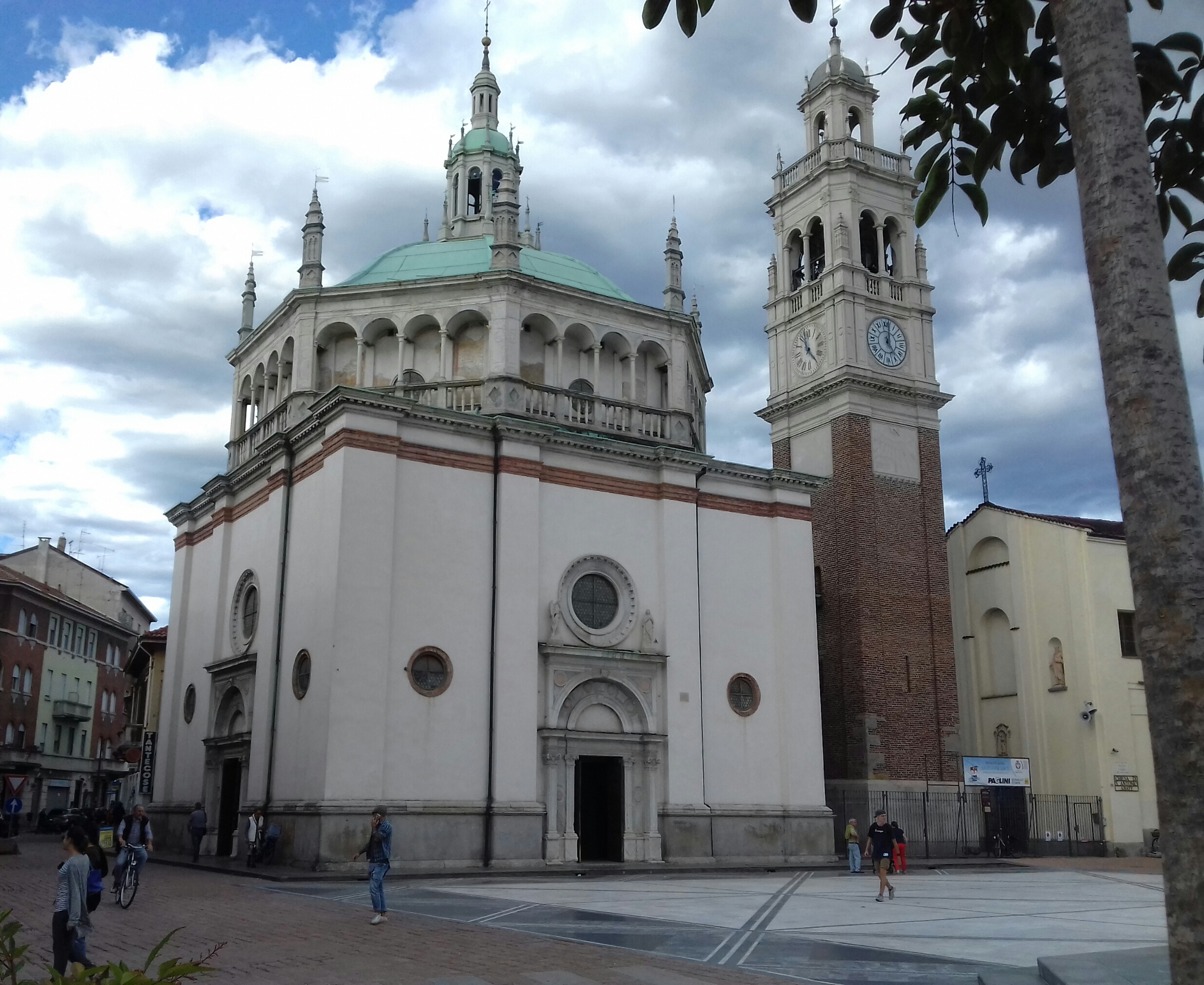
Santuario di Santa Maria di Piazza
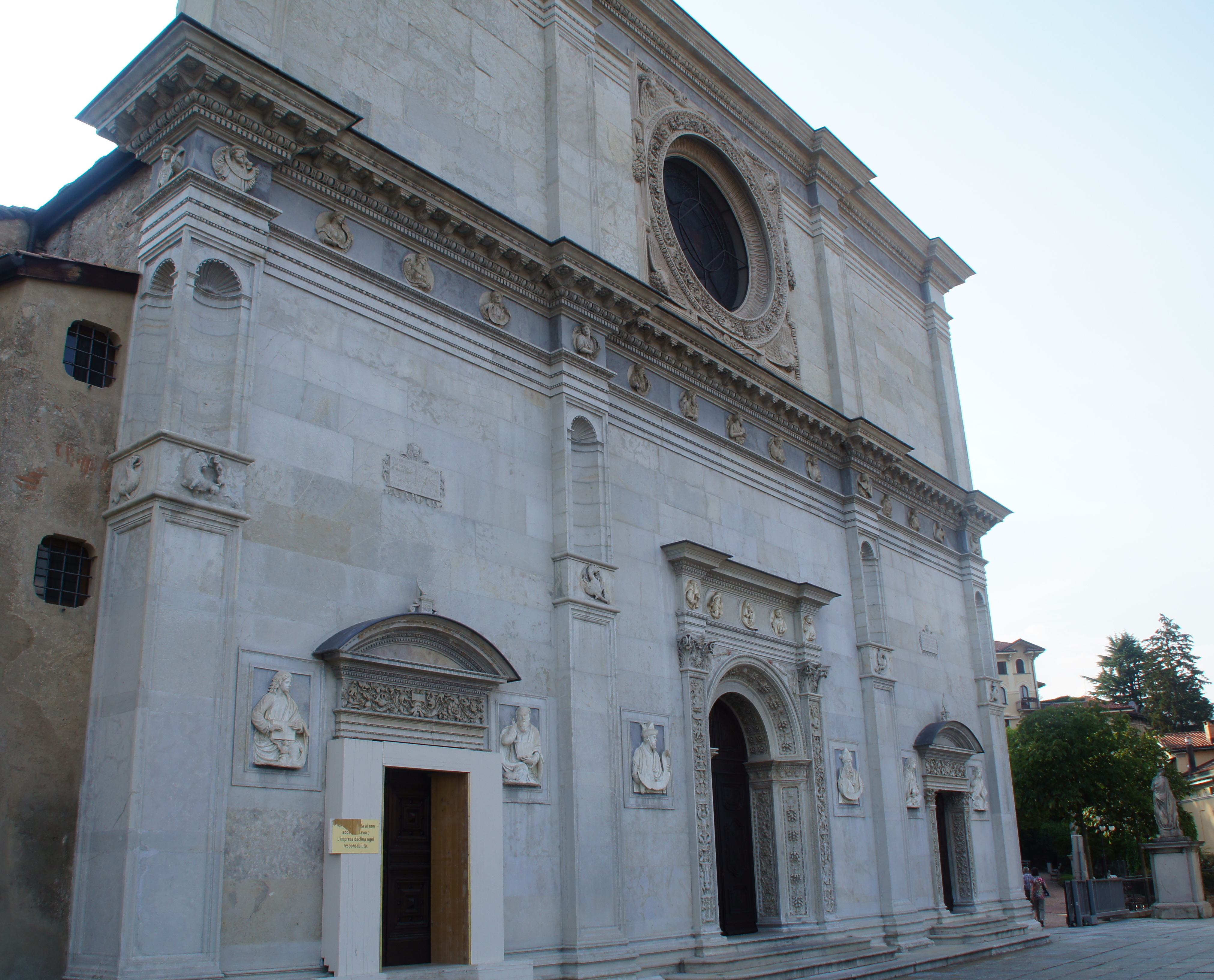
cattedrale di S. Lorenzo a Lugano